# Всесвітній день Хабітат
У 1985 році ООН ухвалила проводити Всесвітній день Хабітат (Офіційними мовами ООН: англ. World Habitat Day; ісп. Día Mundial del Hábitat; фр. Journée mondiale de l'habitat; рос. Всемирный день Хабитат), який присвячується умовам проживання в населених пунктах (лат. habitabilis — придатний для проживання; населений). Цей день відзначається в перший понеділок жовтня, починаючи з 1986 року. Його відзначення було встановлено на 40-й сесії Генеральної Асамблеї ООН (Резолюція № A/RES/40/202 від 17 грудня 1985 року) відповідно до рекомендацій «Комісії по населених пунктах».

## Мета
Основна мета проведення цього дня полягає в тому, щоб задуматися щодо стану населених пунктів та загального права людини на адекватне доступне житло, а також нагадати світові про колективну відповідальність за майбутнє середовища проживання людини.
Мета та завдання проведення цього дня перетинаються з напрямками діяльності Програми ООН з населених пунктів (ООН-Хабітат), зокрема щодо:
- Інклюзивного житла і соціальних послуг;
- Безпечного і здорового середовища для житла — з урахуванням інтересів дітей, молоді, жінок, людей похилого віку та інвалідів;
- Дешевого і стійкого транспорту та енергетики;
- Просування, захисту і відновлення «зелених зон» в містах;
- Безпечної і чистої питної води і санітарії;
- Чистого повітря і його якості;
- Створення робочих місць;
- Укріплення заходів міського планування та поліпшення стану нетрів;
- Покращення послуг з управління відходами.

## Історія
Щороку Всесвітній день Хабітат проходить за певною темою, спрямованою на просування завдань розвитку задля забезпечення адекватного доступного житла для кожної людини.
Всесвітній день Хабітат вперше відзначався в 1986 році під гаслом «Житло — моє право» (англ. Shelter is My Right). Місцем проведення заходів з нагоди Дня було обрано місто Найробі.

### Теми Всесвітніх днів Хабітат за роками
| Рік  | Тема | Місто проведення |
| ---- | --- | ---------------- |
| 2019 | Передові технології як інноваційний інструмент для перетворення відходів у багатство                       |                  |
| 2017 | «Житлова політика: доступне житло» (англ. Housing Policies: Affordable Homes)                              |                  |
| 2016 | «Житло в центрі уваги» (англ. Housing at the center)                                                       |                  |
| 2015 | «Місця громадського користування для всіх» (англ. Public Spaces for All)                                   | Ісламабад        |
| 2014 | «Голоси із нетрів» (англ. Voices from Slums)                                                               | Найробі, Кенія   |
| 2013 | «Мобільність у містах» (англ. Urban Mobility)                                                              |                  |
| 2012 | «Змінюючи міста, створюємо можливості» (англ. Changing Cities, Building Opportunities)                     |                  |
| 2011 | «Міста і зміна клімату» (англ. Cities and Climate Change)                                                  | Агуаскальентес   |
| 2010 | «Краще місто — краще життя» (англ. Better City, Better Life)                                               | Шанхай           |
| 2009 | «Планування майбутнього наших міст» (англ. Planning our Urban Future)                                      | Вашингтон        |
| 2008 | «Гармонічні міста» (англ. Harmonious Cities)                                                               | Луанда           |
| 2007 | «Безпечне місто — це справедливе місто» (англ. A safe city is a just city)                                 | Гаага            |
| 2006 | «Міста — магніти надії» (англ. Cities, magnets of hope)                                                    | Казань, Неаполь  |
| 2005 | «Цілі розвитку тисячоліття та місто» (англ. The Millennium Development Goals and the City)                 | Джакарта         |
| 2004 | «Міста — двигуни сільського розвитку» (англ. Cities - Engines of Rural Development)                        | Найробі          |
| 2003 | «Вода і санітарія для міст» (англ. Water and Sanitation for Cities)                                        | Ріо-де-Жанейро   |
| 2002 | «Співробітництво між містами» (англ. City-to-City Cooperation)                                             | Брюссель         |
| 2001 | «Міста без нетрів» (англ. Cities without Slums)                                                            | Фукуока          |
| 2000 | «Жінки в управлінні містами» (англ. Women in Urban Governance)                                             | Ямайка           |
| 1999 | «Міста для всіх» (англ. Cities for All)                                                                    | Далянь           |
| 1998 | «Безпечні міста» (англ. Safer Cities)                                                                      | Дубай            |
| 1997 | «Майбутнє міст» (англ. Future Cities)                                                                      | Бонн             |
| 1996 | «Урбанізація, громадянство та людська солідарність» (англ. Urbanization, Citizenship and Human Solidarity) | Будапешт         |
| 1995 | «Наші сусідства» (англ. Our Neighbourhood)                                                                 | Куритиба         |
| 1994 | «Будинок та сім'я» (англ. Home and the Family)                                                             | Дакар            |
| 1993 | «Жінки і житловий розвиток» (англ. Women and Shelter Development)                                          | ООН, Нью-Йорк    |
| 1992 | «Притулок та сталий розвиток» (англ. Shelter and Sustainable Development)                                  | ООН, Нью-Йорк    |
| 1991 | «Притулок та середовище життя» (англ. Shelter and the Living Environment)                                  | Хіросіма         |
| 1990 | «Притулок і урбанізація» (англ. Shelter and Urbanization)                                                  | Лондон           |
| 1989 | «Притулок, охорона здоров'я і родина» (англ. Shelter, Health and the Family)                               | Джакарта         |
| 1988 | «Притулок і спільнота» (англ. Shelter and Community)                                                       | Лондон           |
| 1987 | «Притулок для бездомних» (англ. Shelter for the Homeless)                                                  | Нью-Йорк         |
| 1986 | « Притулок — це моє право» (англ. Shelter is My Right)                                                     | Найробі          |

У 2018 році Всесвітній день Хабітат припадає на 1 жовтня.